# Küçükkeşlik, Alaca
Küçükkeşlik là một xã thuộc huyện Alaca, tỉnh Çorum, Thổ Nhĩ Kỳ. Dân số thời điểm năm 2010 là 62 người.